# Ivan Bertuolo
Ivan Bertuolo (Laives, 19 aprile 1947) è un ex calciatore italiano, di ruolo difensore.

## Carriera
Fratello minore di Angelo Bertuolo, cresce nel Bolzano, con cui esordisce in Serie D all'età di 17 anni nella stagione 1964-1965, dove colleziona 31 presenze.
Passa quindi alla Solbiatese, militante in Serie C, dove gioca per un biennio (dal 1965 al 1967) scendendo in campo in 43 occasioni.
Nel 1967 passa all'Atalanta, con cui esordisce in Serie A giocandovi due tornei per un totale di 43 presenze.
Nel 1969 passa al Palermo, con cui retrocede dal massimo campionato alla Serie B nella prima stagione dove colleziona 30 presenze; nella seconda stagione in rosanero scende in campo in 28 occasioni.
Dal 1971 al 1974 gioca nel Mantova, con cui, complici due retrocessioni consecutive, passa dalla A alla C. Con la società virgiliana segna la sua prima ed unica rete in carriera, e gioca complessivamente 93 partite in campionato.
Nella stagione 1974-1975 gioca con il Pescara in Serie B, scendendo in campo 27 volte, quindi passa al Lecce, con cui vince il campionato di Serie C 1975-1976 giocando 14 partite.
Termina la carriera nel Chieti, società con la quale disputa cinque stagioni dal 1976 al 1981 per un totale di 145 apparizioni.
In carriera ha totalizzato complessivamente 97 presenze in Serie A e 90 presenze ed una rete in Serie B.

## Palmarès

### Club

#### Competizioni nazionali
- Campionato italiano Serie C: 1

Lecce: 1975-1976
- Coppa Italia Semiprofessionisti: 1

Lecce: 1975-1976
- Serie D: 1

Chieti: 1976-1977

#### Competizioni internazionali
- Coppa Italo-inglese per semiprofessionisti: 1

Lecce: 1976